# Stefaan Martens
Stefaan Martens (Astene, 15 december 1931) is een Belgisch voormalig baanwielrenner.

## Carrière
Martens won bij de amateurs een keer zilver en een keer brons op de Sprint. In 1952 nam hij deel aan de Olympische Spelen waar hij 10e werd in de Sprint.

## Erelijst

### Baan
| Jaar     | BK       | EK       | WK       | Overige                       |
| Amateurs | Amateurs | Amateurs | Amateurs | Amateurs                      |
| -------- | -------- | -------- | -------- | ----------------------------- |
| 1950     | Sprint   |          |          |                               |
| 1951     |          |          |          |                               |
| 1952     | Sprint   |          |          | Olympische Spelen: 10e Sprint |